# Clemens Timpler
Clemens Timpler (* 1563 in Stolpen; † 28. Februar 1624 in Steinfurt) war ein deutscher Philosoph, Physiker und Theologe. Neben Jakob Degen gilt er als bedeutendster protestantischer Metaphysiker; er begründete die protestantisch-reformierte Neuscholastik.

## Lebenswerk
Timpler war Lehrer von Bartholomäus Keckermann in Heidelberg. Zu einer der bedeutendsten Leistungen Timplers muss gerechnet werden, dass er noch vor Otto von Guericke die technische Erzeugbarkeit des Vakuums annahm, wenn auch nur in einem kleinen Röhrchen. Dies hatte insbesondere Goclenius in seinem Conciliator publik gemacht.
Timpler hat mit seinem Werk Logica Systema methodium auch einen Meilenstein in der Entwicklung einer allgemeinen Hermeneutik gesetzt. Das Werk kann als Vorbild für Dannhauers „allgemeine Hermeneutik“ (Idea bonis Interpres, 1630)  betrachtet werden, sei es, dass er Hermeneutik als Auslegungswissenschaft definiert und sie in die Logik einordnet, sei es, dass er wie Dannhauer Eigenschaften des guten Interpreten auflistet  und systematisch zwischen Interpret und Redner unterscheidet (zwei Teile der logica specialis). Es ist insbesondere auch Timpler, der die Auslegung, die doctrina bene interpretandi, synonym bereits als doctrina hermeneutikē bezeichnet hatte.
Am 4. April 1595 wurde er Professor für Physik am Gymnasium Arnoldinum in Steinfurt und lehrte dort bis zu seinem Tode.

## Veröffentlichungen
- Metaphysicae systema methodicum. Steinfurt 1604.
- Technologia, seu tractatus generalis, de natura et differentiis artium liberalium; die gloria Dei als schlechthin letztes Ziel aller techne in Theorem 9. der technologia. – Die Metaphysik als ars in Metaphysicae Systema methodicum I. 1. c. 1, qu. 3 (p. 4 ss.) und qu. 12 (p. 17 s.). 1606.
- Physicae Seu Philosophiae Naturalis Systema Methodicum. Hannover 1607.
- Logicae Systema methodium, libris V. comprehensum, in quo universus bene disserendi et sciendi modus, tam generatim, quam speciatim, per praecepta et queaetiones breviter ec dilucide explicatur et probatur. Hanau 1612.
- Exercitationum Philosophicarum Sectiones X: In Quibus Quaestiones Selectae Et Utiles, Praesertim Metaphysicae, ultra quadringentas, accurate & dilucide discutiuntur & enodantur. Hannover: Antonius, 1618.
- Theoria Physica, De Sensu In Genere : Certis Thesibus comprehensa. Steinfurt: Caesar, 1616.
- Opticae Systema Methodicvm Per Theoremata Et Problemata Selecta Concinnatum & duobus libris comprehensum. Hannover 1617 (Digitalisat).